# Voyages Television
Voyages Television ist eine globale Plattform für die Vermarktung von Reisezielen und für die Distribution von Reiseprodukten über das Fernsehen, Internet, Internet-Fernsehen (IPTV) und Video on Demand. Der Fokus des Unternehmens liegt dabei auf den sechs Hauptmärkten (China, Indien, Japan, USA, Großbritannien und Deutschland), die einen großen Anteil an dem Luxus-Reisesegment ausmachen. Neben Werbe- und Sponsoreneinnahmen ist der Verkauf von Urlaubsreisen an seine Zuschauer Haupteinnahmequelle. Gemäß der Philosophie des Senders enthalten alle Beiträge, unabhängig von ihrem Format, mindestens ein Reiseangebot, das sich auf die Urlaubsziele oder auf die Lifestyle-Inhalte bezieht, die thematisiert werden.
Der Programmplan wird um eine Serie wechselnder Schwerpunktthemen herum gestaltet, welche sich monatlich ändern und als Blickpunkt für die Konsumenten und die Marketing- und Kommunikationsprogramme des Senders dienen. Diese Themen können auf einem Reiseziel (z. B. Karibik) oder auf einem Lifestyle-Thema (z. B. Wellness) beruhen.  
Mit seiner Hauptverwaltung in Hongkong und den Produktionsstandorten Hannover, Shanghai, Mumbai, Taipei und New York ist Voyages zurzeit in über 40 Millionen Haushalten mit Kabel- oder Satellitenanschluss rund um die Uhr zu empfangen. Des Weiteren ist Voyages über das Internet verfügbar. Das Unternehmen plant 2007 ein Video on Demand Angebot auf den Markt zu bringen, sowie Anfang 2008 einen Dienst für Breitband Internet-Fernsehen (IPTV) bereitzustellen.

## Unternehmensgeschichte
Television Voyages Ltd. wurde Ende 2001 von einer Gruppe in Hongkong ansässiger Investoren gegründet. Übereinstimmend mit der Unternehmensstrategie den chinesischsprachigen Markt in Hongkong, China und Taiwan anzuvisieren, befand sich der anfängliche Produktionsstandort in Taipei. Der ursprüngliche Service wurde am 4. April 2002 in TaiChung 520.000 Kabelhaushalten zugänglich gemacht.
Aufgrund des Erfolgs des damals noch jungen Senders, hat Voyages seine Distribution in Taiwan erhöht und schließt nun die Stadt und den Landkreis Taipei mit ein. Außerdem wurde der Sender auf weitere Länder ausgedehnt. Die Expansionspläne des Unternehmens wurden 2003 durch den Ausbruch von SARS (Severe Acute Respiratory Syndrome) in Asien unterbrochen. Nachdem die SARS Epidemie überwunden und die Reiseindustrie in einen Normalzustand zurückgekehrt war, etablierte das Unternehmen Geschäftsstellen in Hongkong (2004), Indien (2005) und Deutschland (2006). 2007 plant das Unternehmen den Sender Voyages in Nordamerika auf den Markt zu bringen, gefolgt von Großbritannien und Nordirland 2008.
Übereinstimmend mit der Entwicklung des Senders Voyages, hat das Unternehmen Urlaubs-Websites in verschiedenen Sprachen herausgebracht und bereitet sich nun auf die Markteinführung eines auf Breitband basierenden Angebots vor, welches über 2000 Stunden an Reiseziel- und Lifestyle-Programmen beinhaltet.

## Empfangsmöglichkeiten
Europa
- Digital war der Sender ganztägig über Satellit: Astra 19,2° Ost, 12.148,50 MHz, Transponder 87, Polarität horizontal empfangbar

- Über analoges Kabel waren folgende Möglichkeiten vorhanden:

1. In Bremen: täglich zeitpartagiert von 15 Uhr – 20 Uhr (BBC World) Kanal S 24
2. In Niedersachsen: täglich zeitpartagiert von 13 Uhr – 22 Uhr (mit Nickelodeon). Kanal regional unterschiedlich
3. In Hamburg: Programmfenster Sonntags 2 Uhr – 16 Uhr (mit Tide TV). Kanal K 21 und bei wilhelm.tel auf K33 (24h)
4. Bundesweit (Netzebene 4): täglich ganztägig, kleine bis mittelgroße regionale Netze (Deutsche Netzmarketing, ewt Multimedia)

- Über digitales Kabel war voyages täglich ganztägig:

1. In Baden-Württemberg (Kabel BW, Kanal K 56, Sequenz 754)

Der Sendebetrieb über Unitymedia in Hessen und NRW wurde am 31. März 2009 eingestellt.
Der Sendebetrieb über Kabel Deutschland in den bedienten dreizehn Bundesländern wurde am 2. April 2009 eingestellt.
Südasien
- Digital 24/7 via Satellit: Thaicom 78,5 E, 3960 MHz, Polarität vertikal, Symbolrate 30000, FEC 5/6
- Via analogem Kabel: Südasien (hrs channel VOYAGES TV)
- Via digitalem Kabel, 24/7: Delhi & Mumbai (Senderl Nr. 198 IN CABLE, Nr. 863 SITI CABLE, Nr. 505/821 HATHWAYS)
- Via DTH: DISH TV 24/7, Sender Nr. 435